# إسادوري رودنيك
إسادوري رودنيك (بالألمانية: Isadore Rudnick) (و. 1917 – 1997 م) هو فيزيائي من الولايات المتحدة الأمريكية .
توفي عن عمر يناهز 80 عاماً.

## جوائز
حصل على جوائز منها:
- جائزة فريتز لندن التذكارية [الإنجليزية]‏ (1981).